# مالكوم دارلينغ
مالكوم دارلينغ (بالإنجليزية: Malcolm Darling)‏ هو لاعب كرة قدم بريطاني، ولد في 4 يوليو 1947. لعب مع بلاكبيرن روفرز وبولتون واندررز وستوكبورت كونتي وشيفيلد وينزداي ونادي بوري ونادي تشيسترفيلد.